# 凱·尼爾森
凱·拉斯穆斯·尼爾森（德語：Kay Rasmus Nielsen，1886年3月12日—1957年6月21日）是一名丹麥插畫家，被認為是20世紀初期「插畫黃金時代」中的代表性畫家之一，這一時期始於丹尼爾·比爾赫等人透過發展印刷技術，使得繪畫與插畫得以便利地複製發行。除了在插畫領域的成就外，尼爾森以其為迪士尼的創作貢獻聞名，特別是為動畫電影《幻想曲》所繪製的故事草圖與插圖。

## 經歷

### 早年經歷
凱·尼爾森出生於哥本哈根的藝術世家，父母皆為演員。其父馬蒂努斯·尼爾森（Martinus Nielsen）曾擔任達格馬劇院（Dagmarteater）總監，而其母奧達·尼爾森則是當時最負盛名的女演員之一，活躍於丹麥皇家劇院及達格馬劇院演出。
1904年至1911年間，尼爾森在巴黎的朱利安學院與科拉羅西學院學習藝術。1911年，他移居英國，並在1916年前一直居住於當地。他的首個英國插畫委託來自霍德與斯托頓出版社（Hodder & Stoughton），負責為亞瑟·奎勒-庫奇爵士改寫的童話集《粉妝與裙襬》（In Powder and Crinoline）繪製插圖，該書於1913年出版，其中包含24幅彩色插圖，該書於1913年出版，其中包含24幅彩色插圖。
同年，《倫敦新聞畫報》亦委託尼爾森為夏尔·佩罗的童話故事創作四幅插畫，分別為《睡美人》、《穿靴子的猫》、《灰姑娘》與《藍鬍子》。這些插畫刊登於該報 1913年的聖誕特刊。

### 藝術生涯
1914 年，尼爾森為童話集《太陽東升，月亮西落》創作了25幅彩色插畫及21幅以上的單色插圖。他為 《粉妝與裙擺》 和 《太陽東升，月亮西落》 繪製的彩色插畫採用了四色印刷工藝，而當時許多插畫家仍使用傳統的三色印刷。此外，尼爾森在同年也創作了至少三幅描繪聖女貞德生平的插畫，這些作品在 1920年代出版時，被配以《法夫的修士》（The Monk of Fife）等相關的文字。
在多佛尔地區繪製風景畫時，尼爾森結識了「蛋彩畫家協會」（The Society of Tempera Painters），學習到了新的繪畫技巧，並縮短了創作時間。1917年，尼爾森前往紐約舉辦個人作品展，隨後返回丹麥，與約翰內斯·鮑爾森合作，為哥本哈根皇家丹麥劇院繪製舞台佈景。同時，他也致力於為阿拉伯學者阿瑟·克里斯滕森（Professor Arthur Christensen）翻譯的《一千零一夜》繪製大量插圖。尼爾森曾表示，這些插圖將成為他在一戰期間暫停書籍插畫創作後的回歸之作，並計劃同時推出丹麥語、英語及法語版本。然而，該計劃最終未能實現，這批插圖在他去世多年後才為世人所知。
1920 年代，尼爾森重返哥本哈根的劇場界，設計舞台佈景及戲服。在此期間，他迎娶了年僅22歲的烏拉·普萊斯-施密特（Ulla Pless-Schmidt），後者是富商醫生之女。
在完成戲劇工作後，尼爾森重返書籍插畫領域，並於1924年出版《安徒生童話》，其中包含12幅彩色插畫及40餘幅單色插圖。彩色插畫的邊框設計融合了正式和非正式兩種風格，後者以“千花裝飾”（mille fleur）風格繪製。1925年，他為《糖果屋與其他格林童話》（Hansel and Gretel, and Other Stories by the Brothers Grimm）創作了12幅彩色插畫及 20 餘幅單色插圖。此後他沉寂五年，直到1930年為《紅色魔法》（Red Magic）繪製了8幅彩色插畫及50餘幅單色插圖，這也是他最後一本全面參與插畫創作的作品。

### 迪士尼時期
1939年，尼爾森前往加利福尼亞州進入好萊塢工作。迪士尼動畫師喬·格蘭特向華特·迪士尼推薦了他，使其得以加入華特迪士尼公司。尼爾森參與了《幻想曲》（Fantasia）的「荒山之夜」與「聖母頌」兩個片段。在迪士尼工作期間，他因獨特的概念藝術風格廣受讚譽，並為多部動畫電影提供視覺設計，包括一部以安徒生童話為基礎的合集電影，其中包括《小美人魚》的早期設想。然而，這部電影直到50餘年後才最終得以製作。
尼爾森在迪士尼工作了四年後，但因其風格被認為「過於黑暗」而遭解僱。1950年代，他曾短暫回歸為《睡美人》貢獻設計。尼爾森的藝術風格對迪士尼的視覺發展影響深遠，並被認為對2013年電影《冰雪奇缘》的視覺設計有所啟發。

### 晚年與逝世
失去工作的尼爾森曾一度返回丹麥，發現他的作品在家鄉失去了市場需求。據悉，尼爾森的晚年生活貧困潦倒，最後的作品主要為洛杉磯當地學校和教堂的委託作品。其中，他曾在洛杉矶第一公理会教堂王禮拜堂（Wong Chapel）繪製了《诗篇第23篇》插畫。此外，他也為洛杉磯中央初級中學（Central Junior High School, Los Angeles）創作了壁畫 《第一個春天》（The First Spring）。
由於嗜煙成癮，尼爾森晚年飽受慢性咳嗽折磨，最後於1957年6月21日去世，享壽71歲。他的葬禮在王禮拜堂、他的壁畫之下舉行。一年後，他的妻子烏拉也因病去世。
烏拉在因糖尿病去世前，將尼爾森的遺作贈予藝術家兼建築師弗雷德里克·蒙霍夫。蒙霍夫試圖將這些作品捐贈給博物館，但無論是美國或丹麥的機構當時都拒絕接受。

## 作品目錄
- 《粉妝與裙子》（In Powder and Crinoline）（霍德與斯托頓出版社，倫敦，1913年）
- 《太陽東升，月亮西落（英语：East of the Sun and West of the Moon）》（霍德與斯托頓出版社，倫敦，1914年）
- 亞瑟·奎勒-庫奇（英语：Arthur_Quiller-Couch）《十二個跳舞的公主（英语：The_Twelve_Dancing_Princesses）》（多蘭出版社，紐約，1923年）（《粉妝與裙擺》 再版）
- 《安徒生童話》（霍德與斯托頓出版社，倫敦，1924年）
- 《糖果屋與其他格林童話》（霍德與斯托頓出版社，倫敦，1925年）
- 威爾森（R. Wilson）《紅色魔法》（Red Magic）（凱普出版社，倫敦，1930年）

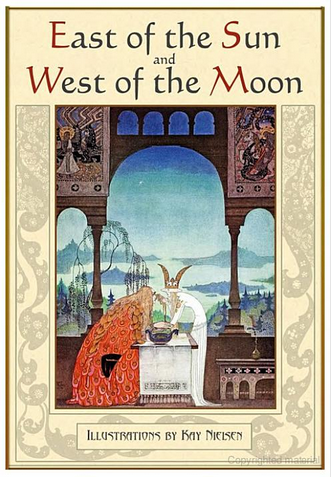
《太陽東升，月亮西落》封面
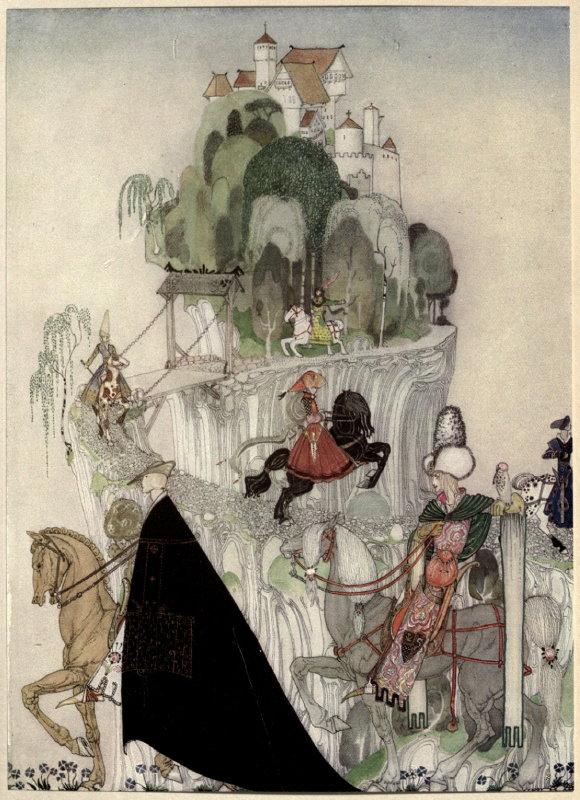
《太陽東升，月亮西落》插畫
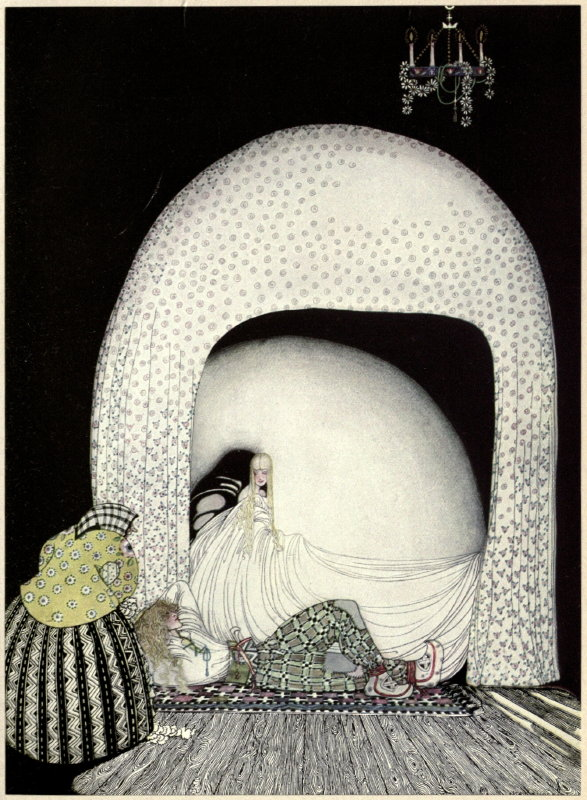
《太陽東升，月亮西落》插畫
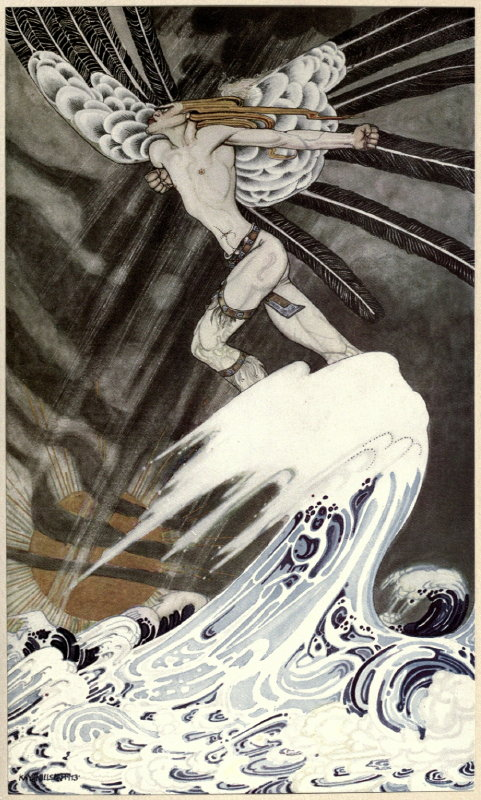
《太陽東升，月亮西落》插畫
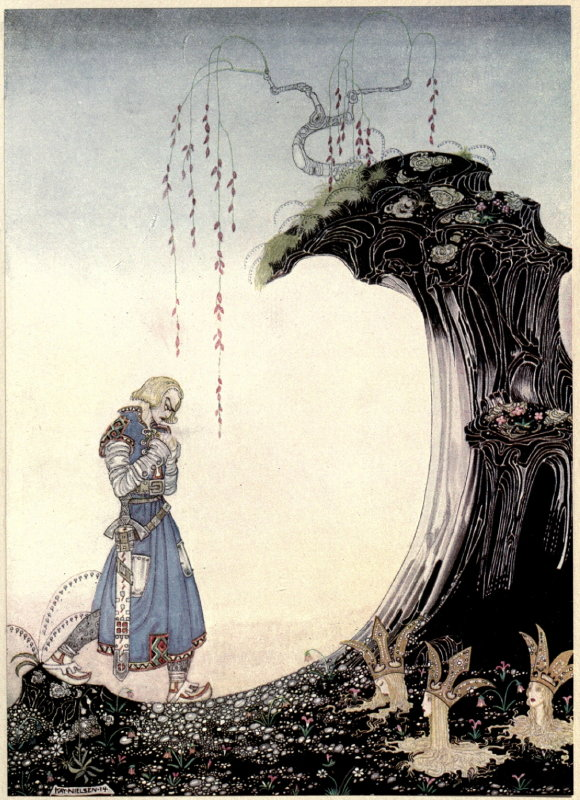
《太陽東升，月亮西落》插畫
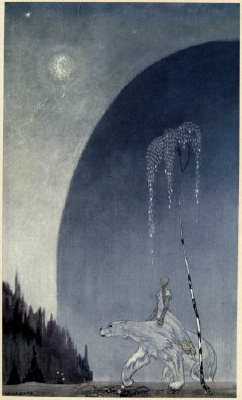
《太陽東升，月亮西落》插畫

### 電影作品
- 《幻想曲》（1940年、片段《荒山之夜/聖母頌》）- 藝術總監
- 《迪士尼的神奇世界（英语：Disney_anthology_television_series）》（1956年，片段《似是而非的不可能（英语：The_Plausible_Impossible）》）- 版面設計師、藝術造型師
- 《睡美人》（1959年）- 概念藝術設計
- 《小美人魚》（1989年）- 視覺發展（死後追認）

## 另見
- 《普通人的戲劇（英语：The_Play_of_Everyman）》

### 書籍
- Nielsen, Kay. . Horn Book Magazine. 1945: 173–175.
- Solomon, Charles. . San Francisco: Chronicle Books LLC, n.d. 2013: 10 （English）.
- Meghan Melvin: Kay Nielsen : an enchanted vision : the Kendra and Allan Daniel Collection; with an essay by Alison Luxner, Boston, Massachusetts : MFA Publications, [2021], ISBN 978-0-87846-880-5

## 外部連結
- 凱·尼爾森的作品  - 古騰堡計劃
- 互联网档案馆中凱·尼爾森的作品或与之相关的作品
- 凱·尼爾森在互联网电影资料库（IMDb）上的資料（英文）
- Kay Nielsen Art & Illustrations Archive （页面存档备份，存于）
- Illustrated children's books: Kay Nielsen (1886-1957) （页面存档备份，存于） by Dr. Juliet O'Conor